# Іван Юрійович Белзький
Іван Юрійович Белзький також Іван Нос (? — 12 серпня 1399) — князь Белзький (бл. 1383 — бл. 1388(?)) з династії Гедиміновичів, син Юрія Наримунтовича. У 1386 р. виступає в документах серед гарантів дотримання Великим князем Литовським Ягайлом унійних зобов'язань перед польською короною. Отримав від Ягайла місто Любачів на Волині. На думку Я. Теньговського після того як Ягайло передав Белзьке князівство Земовиту Мазовецькому у 1388 році, Іван Юрійович, разом з батьком перебрався до Тевтонського ордену, а пізніше перейшов на службу до Вітовта. Згадується у літописах серед князів, які загинули у битві на річці Ворсклі 12 серпня 1399 року, як князь Іван Белзький.
На думку Ю. Пузини, яку нещодавно підтримав С. Полехов Іван Юрійович був батьком пінського князя і прихильника Свидригайла Олександра Носа. За Л. Войтовичем Іван Юрійович помер бездітним і на ньому гілка князів Белзьких перервалась.